# Bunker Schwarzer See
Die Bunkeranlage Schwarzer See ist ein Bunker bei Falkenhagen im Landkreis Märkisch-Oderland, Brandenburg.

## Geschichte
Von 1940 bis 1945 diente die Anlage als unterirdisches Labor für Plasmaphysik. Nach 1949 wurde die Anlage von der Gruppe der Sowjetischen Streitkräfte in Deutschland an die DDR übergeben. Da sich die Forschungseinrichtung offensichtlich noch nutzen ließ, wurde die Anlage der Akademie der Wissenschaften der DDR, Institut für Physik der Werkstoffbearbeitung angeschlossen. Die Anlage liegt in unmittelbarer Nähe zum Bunker Falkenhagen.